# Funció computable
Les  funcions computables  són l'objecte bàsic d'estudi de la teoria de la computabilitat i consisteixen en les funcions que poden ser calculades per una màquina de Turing.

## Introducció
Les funcions computables són una formalització de la noció intuïtiva d'algorisme i segons la Tesi de Church-Turing són exactament les funcions que poden ser calculades amb una màquina de càlcul. La noció de la computabilitat d'una funció pot ser relativitzada a un conjunt arbitrari de nombres naturals  A , o equivalent a una funció arbitrària  f  dels naturals als naturals, per mitjà de màquines de Turing esteses per un oracle per  A  o  f . Aquestes funcions pot ser anomenats  A-computable  o  f-computable  respectivament. Abans la definició precís d'una funció computable els matemàtics usaven el terme informal  efectivament computable .
Les funcions computables són usades per discutir computabilitat sense referir-se a cap model de computació concret, com màquina de Turing o màquina de registres. Els axiomes de Blum poden ser usats per a definir una teoria de complexitat computacional abstracta sobre el conjunt de funcions computables.
Segons la Tesi de Church-Turing, la classe de funcions computables és equivalent a la classe de funcions definides per funcions recursives, càlcul lambda, o algorismes de Markov.
Alternativament es poden definir com els algoritmes que poden ser calculats per una màquina de Turing, una màquina de Post, o una màquina de registres.
A teoria de la complexitat computacional, el problema de determinar la complexitat d'una funció computable aquesta conegut com un problema de funcions.

## Definició
Una funció parcial
{\displaystyle F:\subseteq \mathbb {N} \to \mathbb {N} }
es diu  computable  si la gràfica de {\displaystyle f} és un conjunt recursivament enumerable. El conjunt de funcions parcialment computables amb un paràmetre és normalment escrit {\displaystyle \mathbf {P} ^{(1)}} o {\displaystyle \mathbf {P} } si el nombre de paràmetres és clar del context.
Una funció total
{\displaystyle F:\mathbb {N} \to \mathbb {N} }
es diu  computable  si el gràfic de {\displaystyle f} és un conjunt recursiu. El conjunt de funcions totalment computables amb un paràmetre normalment s'escriu
{\displaystyle \mathbf {R} ^{(1)}} o {\displaystyle \mathbf {R} }.
Una funció computable {\displaystyle f} s'anomena  predicat computable  si és una funció amb valor booleà, és a dir
{\displaystyle F:\subseteq \mathbb {N} \to \{0,1\}}

## Comentaris
De vegades, per raons de claredat, s'escriu una funció computable com a
{\displaystyle G:\subseteq \mathbb {N} ^{k}\to \mathbb {N} }
Podem fàcilment codificar  g  en una nova funció
{\displaystyle F:\subseteq \mathbb {N} \to \mathbb {N} }
utilitzant una funció de parells.

## Exemples
- Funció constant  f :  N    k  ?  N ,  f  ( n   1 ,...  n    k  ): =  n

- Afegir  f :  N   2 ?  N ,  f  ( n   1 ,  n    2  ): =  n   1 + n   2

- Màxim comú divisor
- Identitat de Bézout, una equació diofàntica linear

## Propietats
- El conjunt de les funcions computables és numerable.

- Donats dues funcions computables  f  i  g  llavors  f + g ,  fg  i  f  o  g  són funcions computables.

- Les funcions computables són definibles aritmèticament.

- Una funció amb valor booleà  f  és un predicat computable si i només si el llenguatge {\displaystyle \{x\in \Sigma ^{*}:f(x)=1\}} és recursiu.